# Giulio Corradino Corradini
Giulio Corradino Corradini, noto anche con lo pseudonimo di Gavroche (Torino, 6 aprile 1886 – Torino, 4 gennaio 1966), è stato un giornalista, poeta e scrittore italiano, fondatore e lungamente direttore del Guerin Sportivo, nonché pioniere del giornalismo sportivo e prolifico autore di versi per musica.

## Biografia
Nacque a Torino. Figlio di un ingegnere di Verona, era sposato con Rosa Agliati di Moncalieri.
Laureatosi in Giurisprudenza, dopo aver svolto l'attività di corrispondente per La Gazzetta dello Sport, all'inizio del XX secolo fu assunto da La Stampa, per la quale dal 1905 seguì le manifestazioni di atletica leggera, mentre due anni più tardi passò alla Stampa sportiva, l'innovativo settimanale della Stampa ricco di fotografie e specializzato nello sport.
Nel 1911, allorché si trovava a Parigi, acquistò il giornale Écho des Sports, che, con il suo taglio di irriverente irrisione e pieno di affascinanti caricature, gli fornì l'ispirazione per un nuovo periodico: sarebbe stata questa la genesi del Guerin Sportivo, fondato a Torino nel 1912, che Corradini dirigerà per 24 anni, firmando spesso i propri fondi come Gavroche.
In seguito ha partecipato alla prima guerra mondiale come sottotenente.
Con il suo pseudonimo ha poi pubblicato numerosi versi per musiche, tra gli altri, di Ugo Franceschi e Tito Petralia. Ha pubblicato anche il volume Penne bianche del giornalismo sportivo (1880-1915) uscito a Torino nel 1956, ed è stato presidente del Gruppo subalpino dell'Unione stampa sportiva italiana.

## Testi per musiche
- Su-zù: fox-trot blues, Saporetti e Cappelli, Firenze 1925.
- Thewanna!: canzone one-step, Forlivesi, Firenze 1925.
- Biondo tesor: canzone fox-trot, Forlivesi, Firenze 1925.
- Spellegrinaggio: Fox-trot-one step, Forlivesi, Firenze 1925.
- Ride la Luna: Fox-trot canzone, Saporetti e Cappelli, Firenze 1926.
- Ninetta: Canzone marcia, Ciulli, Firenze 1928.
- Mimma!...Mamma!...Mimmo!, Forlivesi, Firenze 1928.
- Sfinge: canzone-tango, Forlivesi, Firenze 1928.
- I tetti, Forlivesi, Firenze 1929.
- Strapaese, Forlivesi, Firenze 1929.
- Toledo: Canzone spagnola, Forlivesi, Firenze 1929.
- Manuela: valser lento, Forlivesi, Firenze 1929.
- Jungla: Canzone-one step, Saporetti e Cappelli, Firenze 1929.
- Il tango della sera, Mignani, Firenze 1930.
- Ketty: canzone fox, Forlivesi, Firenze 1931.
- Barchettarola: canzone della crociera, Giaccone e Morelli, Firenze 1934.
- 12 studi originali per corno, Mignani, Firenze 1938.
- Sassate: prosa rimata al sugo di limone, Speron, Milano 1953 e New York 1954.